# Bericht an den Gutachter
Durch den Bericht an den Gutachter teilt in Deutschland ein Psychotherapeut der Krankenkasse eines Versicherten, der die Kostenübernahme für eine Psychotherapie beantragt hat, die Diagnose mit, begründet die Indikation für die Psychotherapie und beschreibt Art und Umfang der geplanten Therapie. Bei einem Antrag auf eine Langzeittherapie enthält der Bericht auch einen fallbezogenen Behandlungsplan. Die zu berichtenden Informationen stellt der Psychotherapeut zuvor in probatorischen Sitzungen fest. Der Bericht dient dem von der Kassenärztlichen Bundesvereinigung bestellten Gutachter als Grundlage für die Feststellung, ob die Voraussetzungen für die Durchführung einer Psychotherapie zu Lasten der gesetzlichen Krankenversicherung erfüllt sind. Das Antragsverfahren und die Voraussetzungen für die Kostenübernahme sind in der Psychotherapie-Richtlinie und in der Psychotherapie-Vereinbarung niedergelegt.
In einem nach Ablehnung eines beantragten Kontingents durch den Gutachter gegebenenfalls stattfindenden Obergutachterverfahren sind dem Obergutachter alle bisherigen Unterlagen (sämtliche Vorberichte, sämtliche Stellungnahmen der bisherigen Gutachter, sämtliche Vordrucke PTV 2) zur Verfügung zu stellen.

## Theoretische Modelle zur Erstellung des Berichts
Wichtige Fragen, auf die der Bericht an den Gutachter nach Boessmann und Remmers (2011) in den psychodynamisch orientierten Therapieverfahren schlüssige Antworten geben muss:

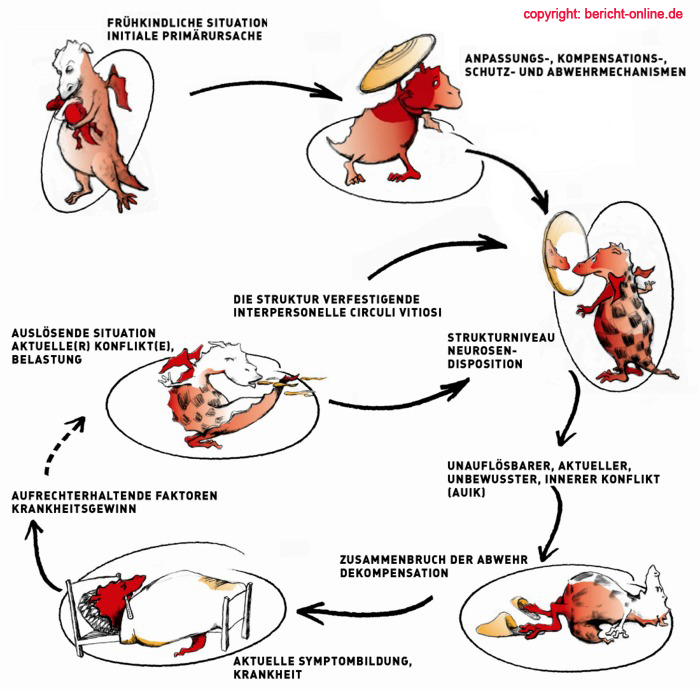
Übersicht über die wichtigsten Aspekte der Psychodynamik

- Was hat der Patient? (Beschwerden, ICD-10)
- Wie ist der Patient? (Strukturniveau, Neurosendisposition)
- Warum ist er so, wie er ist? (Biografie)
- Was macht ihm heute zu schaffen? (Aktuelle Auslösefaktoren und Anforderungen)
- Warum macht es ihm zu schaffen? (individuelle Vulnerabilität, Konfliktbereitschaften)
- Warum wird er deshalb krank? (individuelle Überforderung der Abwehr-, Bewältigungs- und Kompensationsmöglichkeiten)
- Was hat er davon, krank zu sein? (Krankheitsgewinn, Funktion der Symptome)
- Was muss sich ändern, damit der Patient wieder gesund wird? (Therapieplan)
- Ist der Therapeut für den Patienten der geeignete Therapeut? (Passung)
- Wie gut sind die Aussichten der geplanten Behandlung? (Prognose)

Die Kernthematik des Berichtes ist die Psychodynamik der zu behandelnden Störung, die in der Übersicht rechts dargestellt ist.
Für die Verhaltenstherapie schlägt Bockwyt (2016) eine Vorgehensweise zur Erstellung des Berichts vor, die übergeordnet die Qualitätsmerkmale Validität (Gültigkeit der Aussagen), Reliabilität (Präzision der Aussagen) und Spezifität der Aussagen erfüllt.
Für die der Psychodynamik in den dynamisch orientierten Therapieverfahren korrespondierende Verhaltensanalyse in der Verhaltenstherapie können für die Makroanalyse folgende Analsyeschritte durchlaufen werden:
1. Analyse von genetisch oder pränatal bedingten Vulnerabilitätsfaktoren
2. Analyse der kindlichen, biografischen Situation
3. Analyse de innerpsychischen Niederschlags
4. Analyse des kindlichen Umgangs mit der kindlichen Situation
5. Analyse der Auswirkungen der kindlichen Erfahrungen auf die Entwicklung der Persönlichkeit und die Gestaltung der verschiedenen Lebensbereiche inkl. Kompensation
6. Identifikation von aktuellen und früheren Auslösebedingungen und deren Auswirkungen auf das Erleben und Verhalten (Aktualgenese)
7. Identifikation der Symptomatik auf den Ebenen Kognition, Emotion, Motorik, Physiologie
8. Analyse von Konsequenzen, individueller und interaktioneller Funktionalität, Verstärkung und Aufrechterhaltung des Verhaltens/der Symptomatik
  1. Analyse von kurzfristigen Konsequenzen
  2. Analyse von langfristigen Konsequenzen
9. Identifikation von Verhaltensaktiva, Ressourcen u. ä.

Bei der Therapieplanung der Verhaltenstherapie, die sich in die Erstellung der Therapieziele und korrespondierenden Therapiemethoden aufteilt, sollten bei der Zielplanung die aufgestellten Therapieziele spezifisch, präzise, operationalisierbar, realistisch und angemessen anspruchsvoll aufgestellt und mit individuellen Patienteninhalten gefüllt sein.

## Formelle Anforderungen an den Bericht
Der Therapeut erstattet seinen Bericht an den Gutachter nach dem Leitfaden PTV 3, gliedert ihn in nummerierte Abschnitte und fügt ihn, mit Datum und Unterschrift versehen, dem Formblatt PTV 2 bei. Die inhaltliche Gestaltung des Berichtes ist in einem Informationsblatt (PTV 3) vorgegeben, das auf Anforderung von der kassenärztlichen Vereinigung zur Verfügung gestellt wird und online zugänglich ist.
Die Überschriften der Abschnitte des Informationsblattes sollen im Bericht nicht jeweils wiederholt werden, die Angabe der Abschnittsnummer genügt. Der Umfang des Berichtes soll 2 DIN A4-Seiten bei einer Langzeittherapiebegründung nicht überschreiten und nur solche Angaben enthalten, die therapie- und entscheidungsrelevant sind. Der Gutachter kann bei wesentlicher Überschreitung dieses Umfangs den Bericht zur sachlichen Verdichtung an den Verfasser zur Kürzung zurückzugeben.
Weiterhin ist bei der Durchführung der Behandlung durch einen Psychologischen Psychotherapeuten oder Kinder- und Jugendlichentherapeuten der Konsiliarbericht des Arztes beizufügen.
Der Leitfaden für den Erst-, Umwandlungs- und Fortführungsantrag des Therapeuten ist als Hilfsmittel zur Abfassung der Berichte an den Gutachter erstellt worden. Der Therapeut kann daher in seinem Bericht unter den aufgeführten Hinweisen seine fallbezogene Auswahl treffen. Die Berichte sollen sich auf die Angaben beschränken, die für das Verständnis der psychischen Erkrankung, ihrer ätiologischen Begründung, ihrer Prognose und ihrer Behandlung erforderlich sind.

## Berichtsaufbau für tiefenpsychologisch fundierte, analytische Psychotherapie und Verhaltenstherapie ab 1. April 2017
Gemäß dem Informationsblatt PTV 3 der Psychotherapeutenkammer zum Erstellen des Berichtes für tiefenpsychologisch fundierte, analytische Therapie und Verhaltenstherapie bei Erwachsenen sollten die Berichte folgendermaßen aufgebaut sein:

### Bericht zum Erst- und Umwandlungsantrag
1. Relevante soziodemographische Daten Diagnose(n) ICD-10
2. Symptomatik und psychischer Befund
3. Somatischer Befund bzw. Konsiliarbericht
4. Behandlungsrelevante Angaben zur Lebensgeschichte (ggf. auch der Bezugspersonen), zur Krankheitsanamnese, zum funktionalen Bedingungsmodell oder zur Psychodynamik
5. Diagnose zum Zeitpunkt der Antragsstellung
6. Behandlungsplan und Prognose
7. Zusätzlich erforderliche Angaben bei einem Umwandlungsbericht

### Bericht zum Fortführungsantrag
1. Darstellung des bisherigen Behandlungsverlaufs, Veränderungen der Symptomatik und Behandlungsergebnis, Erreichung von Therapiezielen
2. Aktuelle Diagnose(n) und psychischer Befund
3. Begründung der Notwendigkeit der Fortführung, weitere Behandlungsplanung, Prognose, Planung des Therapieabschlusses

## Berichtsaufbau in der Verhaltenstherapie vor dem 1. April 2017

### Bericht zum Antrag auf eine Kurzzeittherapie
Der Bericht zur Kurzzeittherapie (KZT) sollte 1 bis 11⁄2 DIN A4-Seiten nicht überschreiten.
1. Beschwerden, Zeitpunkt und Anlass der Symptombildung
2. Problemrelevante Angaben zur Vorgeschichte
3. Psychische Symptomatik und psychischer Befund
4. Somatische Symptomatik und somatischer Befund (siehe ggf. Konsiliarbericht)
5. Verhaltensanalytische Problemdefinition (Störungsmodell)
6. Diagnose(n) (ICD-10)
7. Therapieziele und Prognose
8. Therapieplan inkl. Begründung der Indikation und der wesentlichen Interventionen

### Bericht zum Erst- oder Umwandlungsantrag
(Der Bericht sollte 3 DIN A4-Seiten nicht überschreiten)
1. Angaben zur spontan berichteten und erfragten Symptomatik
2. Lebensgeschichtliche Entwicklung und Krankheitsanamnese
3. Psychischer Befund zum Zeitpunkt der Antragstellung
4. Somatischer Befund bzw. Konsiliarbericht
5. Verhaltensanalyse
6. Diagnose(n) zum Zeitpunkt der Antragstellung
7. Therapieziele und Prognose
8. Behandlungsplan
9. Angaben zur Umwandlung in Langzeittherapie[7]

## Kritik
Therapeuten beklagen die zeitliche und emotionale Belastung, die ihnen das Gutachterverfahren aufbürdet, insbesondere die Erstellung des Berichts an den Gutachter. Sie fühlen sich gegenüber den Fachärzten benachteiligt, die ihre Kassenleistungen mit keinem vergleichbaren Aufwand legitimieren müssen, wenngleich auch deren Abrechnungen einer Wirtschaftlichkeitsprüfung unterzogen werden können. Mit einer möglichen Ablehnung durch den Gutachter (3 bis 4 % der Fälle) seien wirtschaftliche Nachteile, eine persönliche Kränkung sowie Auswirkungen für den betroffenen Patienten verbunden. Von den Befürwortern wird das Gutachterverfahren als Grundlage für die 1999 vom Bundessozialgericht (BSG) rechtlich geschützte Mindestvergütung für Psychotherapeuten als einzige Fachgruppe gesehen, als interne Qualitätskontrolle für die Therapieplanung und als legitime Kontrollinstanz des Solidarsystems. Ein alternatives Prüfsystem mit vergleichbarer Effizienz sei bislang nicht entwickelt worden.
Dem gegenüber kam 2011 eine Studie der Techniker-Krankenkasse zu folgendem Ergebnis: „Die Ergebnisqualität psychotherapeutischer Behandlungen ist mit und ohne Gutachterverfahren gleich hoch, ebenso mit und ohne psychometrische Messungen.“ Der erhöhte finanzielle und Arbeitsaufwand für Prüfverfahren (sowohl Gutachterverfahren wie auch Einsatz psychometrischer Verfahren) sei daher nicht zu rechtfertigen. Auch die Ablehnungsquote (ca. 3–4 % Ablehnungen im Jahr 2011) stelle den Nutzen des Gutachterverfahrens in Frage, denn von einer so geringen Quote gehe keine Steuerungsfunktion aus. Verschiedene Fachverbände haben diese Studie methodisch und inhaltlich kritisiert und warfen den Autoren berufspolitische Ziele vor; das Gutachterverfahren sei bewährt und verlässlich. So kam H. Sasse in einer kritischen Analyse der TK-Studie 2011 zu dem Ergebnis, dass weder ihr methodisches Vorgehen noch ihr Verständnis von Ergebnisqualität den psychoanalytisch begründeten Verfahren gerecht werde, so dass dazu keine gesicherten Aussagen abgeleitet werden könnten.